# Tanguy Turgis
Tanguy Turgis (Bourg-la-Reine, Alts del Sena, 16 de maig de 1998) és un ciclista francès. Actualment corre a l'equip del Vital Concept. Combina la carretera amb el ciclocròs.
Els seus germans Jimmy i Anthony també es dediquen al ciclisme.

## Palmarès en ruta
- 2015
  - Vencedor d'una etapa a la Ruta d'Éole
- 2016
  - 1r a La Bernaudeau Junior
  - 1r a La Cantonale i vencedor d'una etapa
  - Vencedor d'una etapa al Tour al País de Vaud
  - Vencedor d'una etapa al Gran Premi General Patton
- 2017
  - 1r a l'Omloop Het Nieuwsblad sub-23